# Gabriel de Melitene

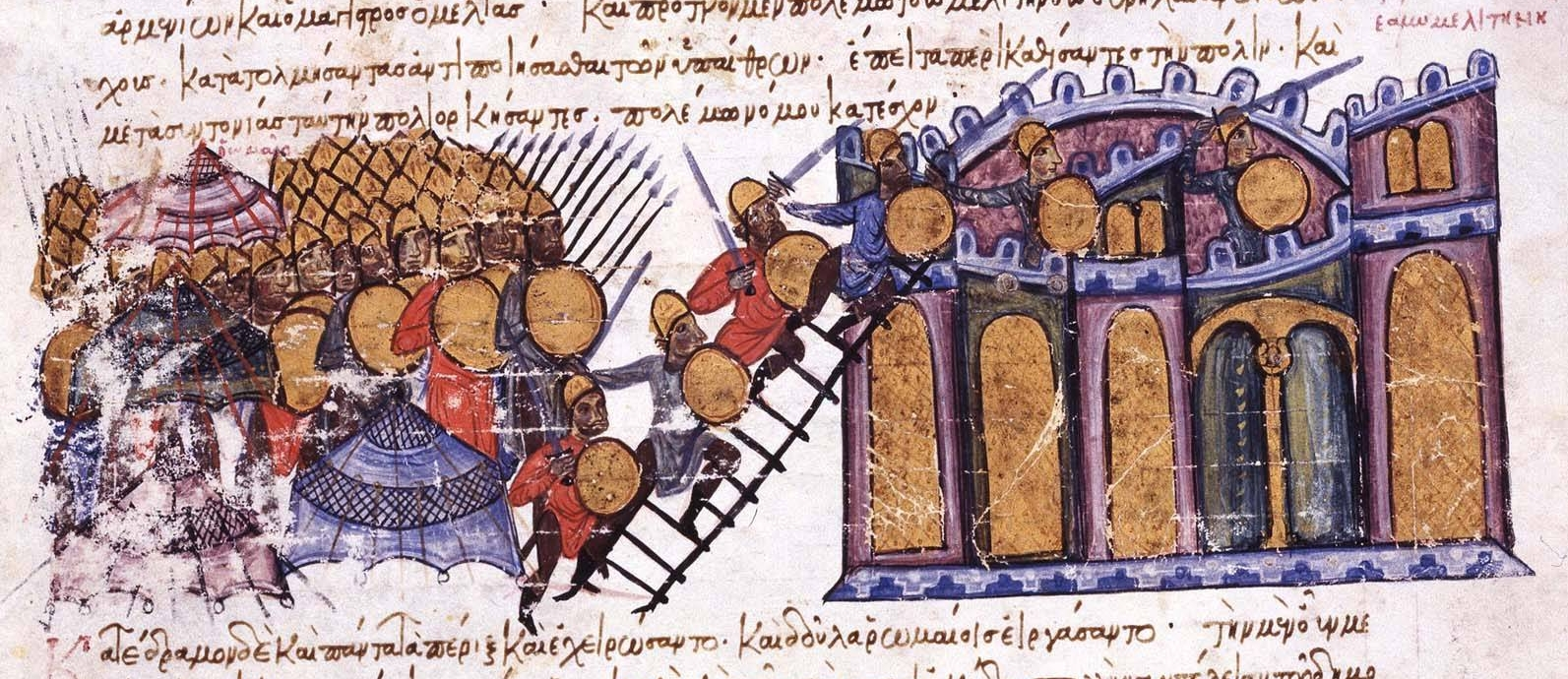
Conquista de Melitene pelo Império Bizantino em 934 representado no manuscrito "Escilitzes de Madrid", das Crônicas de João Escilitzes

Gabriel de Melitene (em armênio/arménio: Ghavril Malatyatsi; m. 1102 ou 1103) foi um governador da região de Melitene (actual Malatya). Guilherme de Tiro descreveu Gabriel como grego de religião, e arménio de raça, língua e costumes. Os selos bizantinos com o seu nome descrevem-no como Gabriel, protonobilíssimo e duque de Melitene.
Gabriel foi um oficial de Filareto Bracâmio, que o nomeou governador desta cidade, conquistada pelo Império Bizantino em 934. Mas vez que Melitene era a mais avançada praça-forte da Arménia Cilícia no território curdo-turco, os povos túrquicos faziam frequentemente incursões na região.
Mais do que pela força, foi pela diplomacia que Gabriel conseguiu manter este domínio. Apesar de teoricamente vassalo do Império Bizantino, enviou a sua esposa a Bagdá para confirmar o seu domínio pelo califa e pelo sultão seljúcida. Posteriormente apelou à mediação do emir danismêndida de Sebasteia (actual Sivas) para se libertar dos turcomanos, e com o seu auxílio libertou-se do controlo bizantino após a morte de Filareto em 1086.
O sultão seljúcida Quilije Arslã I cercou Melitene em 1097, mas a chegada da Primeira Cruzada do Ocidente obrigou-o a levantar o cerco e abandonar a região. Entretanto, passaram a ser os danismêndidas quem assolava os seus territórios, pelo que Gabriel pediu ajuda a Boemundo I de Antioquia. Boemundo veio em 1100, acompanhado do seu primo Ricardo de Salerno e dos bispos arménios de Maraş e Antioquia. Porém, Gazi ibne Danismende aprisionou Boemundo e Ricardo - e matou os bispos - na batalha de Melitene.
O emir danismêndida continuou a assolar os territórios de Gabriel que, temendo um ataque iminente à própria cidade, pediu ajuda a Balduíno I de Edessa. Esta era uma medida perigosa, e Gabriel temia que este conde cruzado tentasse tomar Melitene, tal como tomara Edessa a Teodoro, outro ex-oficial de Filareto Bracâmio. Balduíno levantou o cerco de Melitene e resgatou Boemundo, pelo que Gabriel se reconheceu seu vassalo. Em 1101 casou a sua filha Morfia de Melitene com Balduíno de Burcuque, oferecendo um generoso dote de 50 000 besantes de ouro. Mas a pressão dos danismêndidas foi aumentando e em 1102/1103 tomaram Melitene, executando Gabriel.

## Casamentos e descendência
Gabriel de Melitene casou-se com uma filha, de nome desconhecido, de Constantino I da Arménia. Também a identidade e o número dos seus filhos são informações incertas:
- uma filha, casada com Teodoro de Edessa[6]
- Morfia de Melitene, casada em 1101 com Balduíno II de Edessa, futuro Balduíno II de Jerusalém
- provavelmente uma filha casada a cerca de 1100-1103 com Leão I da Arménia.[7]